# Santa Ponça
Santa Ponça is een resort gelegen in het zuidwesten van Mallorca en maakt deel uit van de gemeente Calvià. De plaats telt ruim 11.000 inwoners. Santa Ponça ligt aan een volledig ingesloten baai (Bahia de Santa Ponça) waar ook een haven in gelegen is (Club Nautico de Santa Ponça). Het is een toeristische bestemming. Santa Ponça heeft 3 golfcourts. Het strand loopt geleidelijk in zee. Het uitgaansleven concentreert zich aan de Rotonda en de C. Ramon de Montcada.
Jacobus I van Aragón (Jaume) landde op 12 september 1229 op deze plek om het eiland te heroveren op de Moren. In de haven is een gedenkteken om de landingsplaats aan te geven.

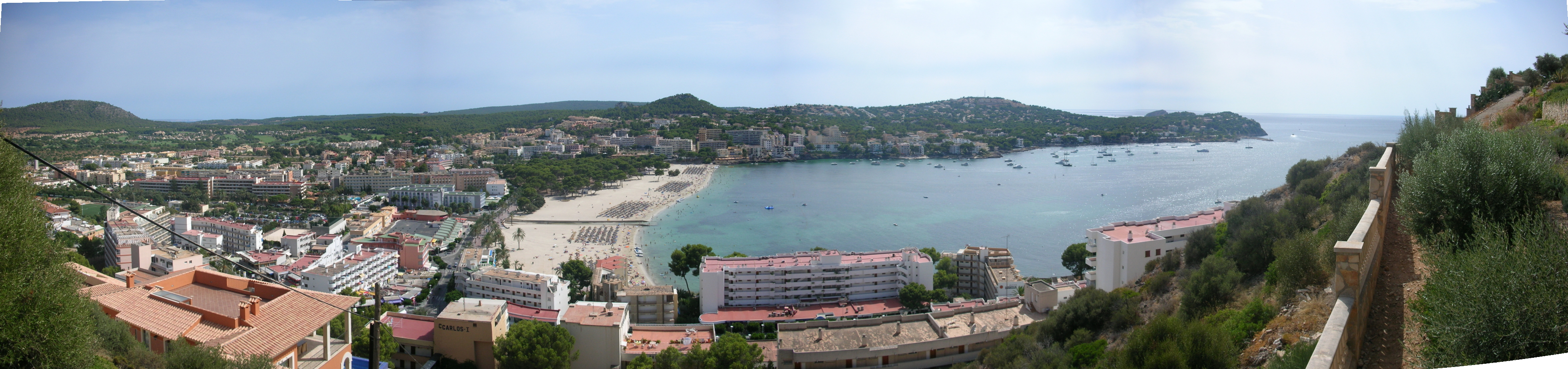
Panorama